# Omdurman
Omdurman (tiếng Ả Rập: أم درمان chuẩn Umm Durmān) là thành phố lớn thứ hai ở Sudan và bang Khartoum, nằm trên bờ phía tây của sông Nile, đối diện với thủ đô Khartoum.

## Từ nguyên
Cái tên Omdurman (Umm Durmān) dịch theo nghĩa đen là "Mẹ của Durmān", nhưng bà không phải là ai hoặc có thể đã được biết đến. 

## Lịch sử

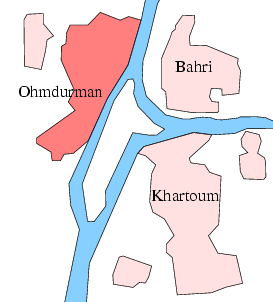
Một bản đồ của Omdurman với Khartoum và Bahri.

Sau cuộc bao vây Khartoum, thành phố, giờ là vị trí của lăng mộ Mahdi, đã phát triển nhanh chóng. Tuy nhiên, trong Trận Omdurman năm 1898 (thực sự diễn ra tại ngôi làng Kerreri gần đó), Lord Kitchener đã quyết định đánh bại lực lượng Mahdist và giết Khalifa, đảm bảo sự kiểm soát của Anh đối với Sudan.
Vào tháng 9 năm 1898, quân đội Anh gồm hai mươi ngàn người khoan được trang bị vũ khí mới nhất, súng Maxim và súng trường Martini-Henry dưới sự chỉ huy của Tướng Herbert Horatio Kitchener đã xâm chiếm Sudan. Trong trận chiến Omdurman, Quân đội Anh phải đối mặt với những người bảo vệ Sudan bao gồm hơn 52.000 bộ lạc sa mạc vũ trang nghèo nàn; trong không gian năm giờ trận chiến đã kết thúc. Những người bảo vệ Sudan bị thương vong hơn 93 phần trăm với ít nhất 10.000 người thiệt mạng. Ngược lại, có ít hơn bốn trăm thương vong về phía Anh với bốn mươi tám lính Anh mất mạng. Sau đó, Tướng Kitchener đã tiến hành ra lệnh phá hủy ngôi mộ của Mahdi và theo lời của Churchill "mang đầu của Mahdi trong một hộp dầu hỏa như một chiến lợi phẩm".
Kitchener đã khôi phục Khartoum làm thủ đô và, từ năm 1899 đến 1956 Sudan đã được cai trị bởi Vương quốc Anh và Ai Cập. Mặc dù hầu hết thành phố đã bị phá hủy trong trận chiến, ngôi mộ của Mahdi đã được khôi phục và tân trang lại.
Vào ngày 10 tháng 5 năm 2008, nhóm phiến quân Darfur của Phong trào Công lý và Bình đẳng đã di chuyển vào thành phố nơi họ tham gia chiến đấu nặng nề với lực lượng chính phủ Sudan. Mục tiêu của họ là lật đổ chính phủ của Omar Hassan al-Bashir.

## Khí hậu
Omdurman có khí hậu khô nóng, chỉ với những tháng mùa hè đã thấy lượng mưa đáng chú ý. Thành phố trung bình hơn 155 milimét (6,1 inch) lượng mưa mỗi năm. Dựa trên nhiệt độ trung bình hàng năm, thành phố này là một trong những thành phố lớn nóng nhất trên thế giới. Nhiệt độ thường xuyên vượt quá 40 °C (104 °F) vào giữa mùa hè.
Nhiệt độ cao trung bình hàng năm của nó là 37,1 °C (99 °F), với sáu tháng trong năm có nhiệt độ cao trung bình hàng tháng ít nhất là 38 °C (100 °F). Hơn nữa, trong suốt cả năm, không có nhiệt độ cao trung bình hàng tháng của nó giảm xuống dưới 30 °C (86 °F). Trong tháng một và tháng hai, trong khi nhiệt độ ban ngày thường rất ấm áp, ban đêm tương đối mát mẻ, với nhiệt độ thấp trung bình chỉ trên 15 °C (59 °F).
| Dữ liệu khí hậu của Omdurman             | Dữ liệu khí hậu của Omdurman | Dữ liệu khí hậu của Omdurman | Dữ liệu khí hậu của Omdurman | Dữ liệu khí hậu của Omdurman | Dữ liệu khí hậu của Omdurman | Dữ liệu khí hậu của Omdurman | Dữ liệu khí hậu của Omdurman | Dữ liệu khí hậu của Omdurman | Dữ liệu khí hậu của Omdurman | Dữ liệu khí hậu của Omdurman | Dữ liệu khí hậu của Omdurman | Dữ liệu khí hậu của Omdurman | Dữ liệu khí hậu của Omdurman |
| Tháng                                    | 1                            | 2                            | 3                            | 4                            | 5                            | 6                            | 7                            | 8                            | 9                            | 10                           | 11                           | 12                           | Năm                          |
| ---------------------------------------- | ---------------------------- | ---------------------------- | ---------------------------- | ---------------------------- | ---------------------------- | ---------------------------- | ---------------------------- | ---------------------------- | ---------------------------- | ---------------------------- | ---------------------------- | ---------------------------- | ---------------------------- |
| Trung bình ngày tối đa °C (°F)           | 30.8 (87.4)                  | 33.0 (91.4)                  | 36.8 (98.2)                  | 40.1 (104.2)                 | 41.9 (107.4)                 | 41.3 (106.3)                 | 38.4 (101.1)                 | 37.3 (99.1)                  | 39.1 (102.4)                 | 39.3 (102.7)                 | 35.2 (95.4)                  | 31.8 (89.2)                  | 37.1 (98.8)                  |
| Tối thiểu trung bình ngày °C (°F)        | 15.6 (60.1)                  | 17.0 (62.6)                  | 20.5 (68.9)                  | 23.6 (74.5)                  | 27.1 (80.8)                  | 27.3 (81.1)                  | 25.9 (78.6)                  | 25.3 (77.5)                  | 26.0 (78.8)                  | 25.5 (77.9)                  | 21.0 (69.8)                  | 17.1 (62.8)                  | 22.7 (72.9)                  |
| Lượng Giáng thủy trung bình mm (inches)  | 0 (0)                        | 0 (0)                        | 0 (0)                        | 0 (0)                        | .4 (0.02)                    | 4.0 (0.16)                   | 46.3 (1.82)                  | 75.2 (2.96)                  | 25.4 (1.00)                  | 4.8 (0.19)                   | .7 (0.03)                    | 0 (0)                        | 156.8 (6.18)                 |
| Số ngày giáng thủy trung bình (≥ 0.1 mm) | 0                            | 0                            | .1                           | .1                           | .9                           | 1.2                          | 4.8                          | 4.8                          | 3.2                          | 1.2                          | 0                            | 0                            | 16.3                         |
| Độ ẩm tương đối trung bình (%)           | 27                           | 22                           | 17                           | 16                           | 19                           | 28                           | 43                           | 49                           | 40                           | 28                           | 27                           | 30                           | 29                           |
| Số giờ nắng trung bình tháng             | 141                          | 211                          | 260                          | 330                          | 360                          | 390                          | 400                          | 390                          | 365                          | 300                          | 260                          | 180                          | 3.587                        |
| Nguồn 1: Tổ chức Khí tượng Thế giới (UN) |                              |                              |                              |                              |                              |                              |                              |                              |                              |                              |                              |                              |                              |
| Nguồn 2: BBC Weather                     |                              |                              |                              |                              |                              |                              |                              |                              |                              |                              |                              |                              |                              |